# Manolo Cintrón
Manuel Iván Cintrón Vega, (nacido el 4 de enero de 1963 en Ponce, Puerto Rico), conocido popularmente como Manolo Cintrón, es un exjugador y entrenador de baloncesto puertorriqueño.
Como jugador participó en 11 temporadas entre los años 80´s y principios de los 90´s con varios equipos del Baloncesto Superior Nacional en su natal Puerto Rico, incluyendo los Atléticos de San Germán, los Leones de Ponce y los Gigantes de Carolina.

## Trayectoria

### Jugador
- Atléticos de San Germán  (1981-1985)
- Gigantes de Carolina (1986)
- Leones de Ponce (1986-1987)
- Gigantes de Carolina (1987-1991)

### Entrenador
- Explosivos de Moca (Puerto Rico, LBP 2001–2002).
- Toros de Aragua (Venezuela, LPBV 2002).
- Capitanes de Arecibo (Puerto Rico, BSN 2002).
- Vaqueros de Bayamón (Puerto Rico, BSN 2002).
- Capitanes de Arecibo (Puerto Rico, BSN 2003).
- Explosivos de Moca (Puerto Rico, LBP 2003–2004).
- Capitanes de Arecibo (Puerto Rico, BSN 2004).
- Leones de Ponce (Puerto Rico, BSN 2004-2006).
- Indios de Mayagüez (Puerto Rico, BSN 2007).
- Vaqueros de Bayamón (Puerto Rico, BSN 2008).
- Halcones Rojos Veracruz (México, LNBP 2008-2011).
- Leones de Ponce (Puerto Rico, BSN 2009-2010).
- Piratas de Quebradillas (Puerto Rico, BSN 2011).
- Caciques de Humacao (Puerto Rico, BSN 2012).
- Pioneros de Quintana Roo (México, LNBP 2013-2016).
- Garzas de Plata de la UAEH (México, LNBP 2016-2017).
- Mineros de Zacatecas (México, LNBP 2017- 2019).
- Panteras de Aguascalientes (México, LNBP 2019- presente).

Además fungió como Asistente de la Selección de baloncesto de Puerto Rico de 2001 al 2006, y como Entrenador de la misma de 2007 a 2010.

## Logros como entrenador
- 1999: Campeón de Liga de Invierno de Puerto Rico.
- 1999: Fue nombrado Entrenador del Año.
- 2001-2006. Entrenador Asistente del equipo nacional de Puerto Rico.
- 2001: Campeón del Centrobasket.
- 2002: Séptimo lugar en el Mundial de Baloncesto celebrado en Indianápolis.
- 2003: Entrenador en Jefe de la Superliga de Puerto Rico “25 All Star Games”.
- 2004: Asistió a los Juegos Olímpicos de Atenas.
- 2006: Participó en el Mundial de Baloncesto celebrado en Japón.
- De 2007 a 2010: Entrenador de la Selección Nacional de Puerto Rico.
- 2007: Medalla de Plata de los Juegos Panamericanos de Río de Janeiro.[4]
- 2008: Entrenador del equipo de Estrellas de la Liga de Puerto Rico.
- 2001, 2002, 2004, 2006: Semifinalista en la Liga de Puerto Rico.
- 2016: Campeón con Pioneros de Quintana Roo de la Liga Nacional de Baloncesto Profesional de México.